# Puilly-et-Charbeaux
Puilly-et-Charbeaux ist eine französische Gemeinde mit 218 Einwohnern (Stand: 1. Januar 2022) im Département Ardennes in der Région Grand Est. Die Gemeinde gehört zum Arrondissement Sedan und zum Kanton Carignan.

## Geografie
Puilly-et-Charbeaux liegt etwa 35 Kilometer ostsüdöstlich vom Stadtzentrum Sedans in den Argonnen an der Grenze zu Belgien. An der nordöstlichen Gemeindegrenze verläuft das Flüsschen Marche, das hier noch Ruisseau de la Palle genannt wird. Umgeben wird Puilly-et-Charbeaux von den Nachbargemeinden Les Deux-Villes im Norden und Nordwesten, Tremblois-lès-Carignan und Mogues im Norden, Williers im Norden und Nordosten, Florenville (Belgien) im Osten und Nordosten, Auflance im Süden und Südosten, Moiry und Fromy im Süden, Linay im Westen und Südwesten sowie Blagny im Westen.

## Bevölkerungsentwicklung
| 1962                      | 1968 | 1975 | 1982 | 1990 | 1999 | 2006 | 2011 | 2016 |
| ------------------------- | ---- | ---- | ---- | ---- | ---- | ---- | ---- | ---- |
| 356                       | 384  | 325  | 305  | 258  | 244  | 254  | 261  | 238  |
| Quelle: Cassini und INSEE |      |      |      |      |      |      |      |      |

## Sehenswürdigkeiten

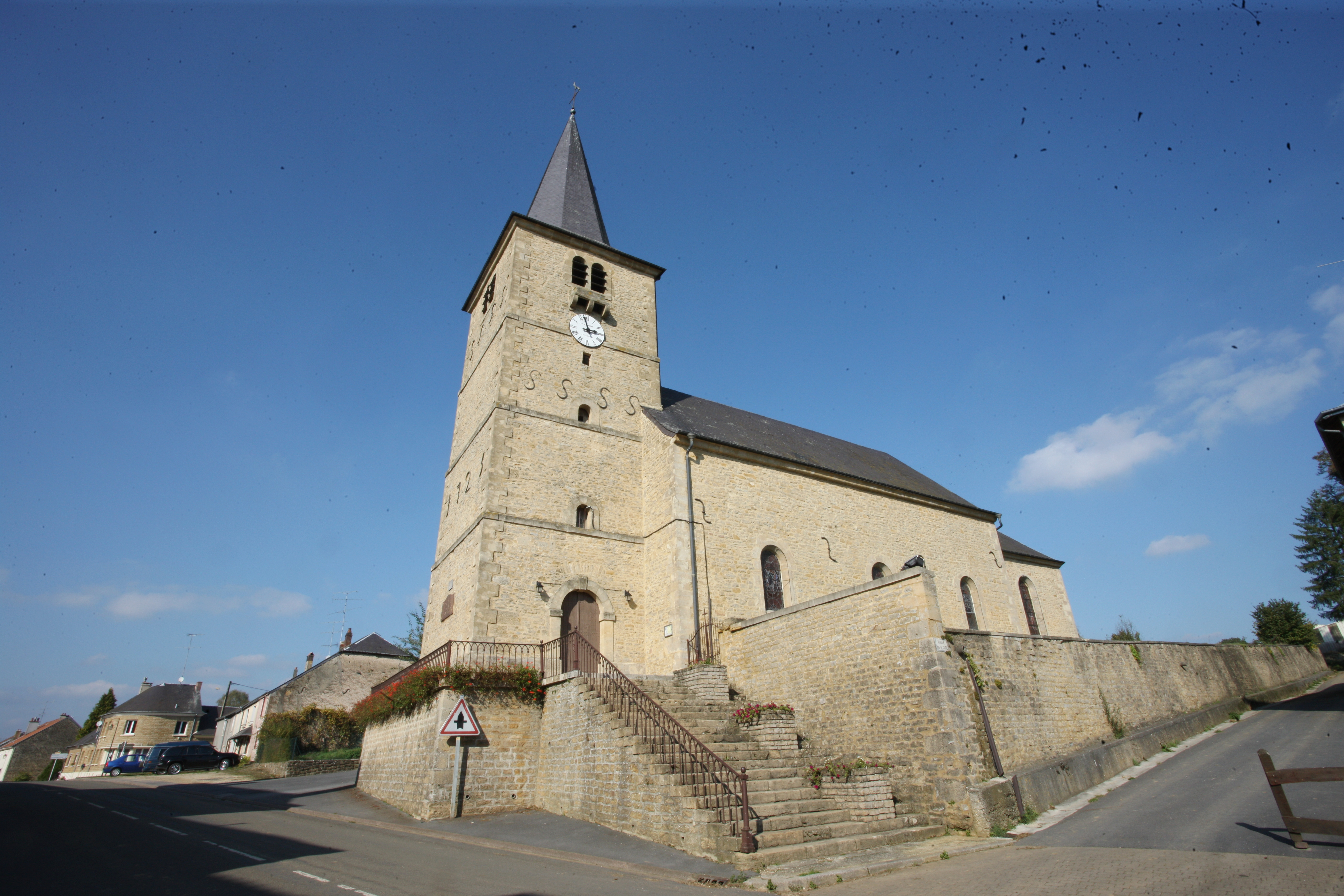
Kirche Saint-Sébastien

- Kirche Saint-Sébastien in Puilly
- Kirche Saint-Georges in Charbeaux